# Karl Lokotsch
Karl Josef Lokotsch (geboren am 3. Februar 1889 in Köln-Deutz; gestorben nach 1964) war ein deutscher Lehrer und Philologe.

## Leben
Lokotsch studierte nach dem Besuch des Kölner Städtischen Gymnasiums in der Kreuzgasse (Abitur 1908) Mathematik und Physik an der Rheinischen Friedrich-Wilhelms-Universität Bonn und promovierte dort 1912 bei Friedrich Prym mit einer Arbeit über Avicennas Euklidübersetzung zum Dr. phil. Nach bestandener Lehramtsprüfung trat er 1914 in den preußischen Schuldienst ein und lehrte fortan auch an der Universität zu Köln sowie an der Handelshochschule Köln, wo er 1928 zum Studienrat befördert wurde. Sein philologisches Steckenpferd waren Lehnwörter exotischen, also orientalischen oder auch indianischen Ursprungs im Deutschen und anderen europäischen Sprachen.

## Veröffentlichungen
- Ein Beitrag zur Geschichte der Mathematik: Avicenna als Mathematiker, besonders die planimetrischen Bücher seiner Euklidübersetzung. Ohlenroth, Erfurt 1912. Zugleich Diss. Friedrich-Wilhelms-Universität Bonn 1912.
- Türkische volkstümliche und Volkspoesie: für Übungen in türkischer Originalschrift. A. Marcus und E. Weber, Bonn 1917.
- Etymologisches Wörterbuch der amerikanischen (indianischen) Wörter im Deutschen: mit steter Berücksichtigung der englischen, spanischen und französischen Formen. Carl Winter, Heidelberg 1926.
- Etymologisches Wörterbuch der europäischen (germanischen, romanischen und slavischen) Wörter orientalischen Ursprungs. Carl Winter, Heidelberg 1927; 2., unveränderte Auflage 1975 (= Indogermanische Bibliothek, 2), ISBN 353302427X.